# Perthes (Alt Marne)
Perthes és un municipi francès situat al departament de l'Alt Marne i a la regió del Gran Est. L'any 2007 tenia 556 habitants.

## Demografia

### Població
El 2007 la població de fet de Perthes era de 556 persones. Hi havia 212 famílies de les quals 48 eren unipersonals (16 homes vivint sols i 32 dones vivint soles), 60 parelles sense fills, 72 parelles amb fills i 32 famílies monoparentals amb fills.
La població ha evolucionat segons el següent gràfic:
Habitants censats

### Habitatges
El 2007 hi havia 242 habitatges, 214 eren l'habitatge principal de la família, 5 eren segones residències i 23 estaven desocupats. 232 eren cases i 8 eren apartaments. Dels 214 habitatges principals, 165 estaven ocupats pels seus propietaris, 47 estaven llogats i ocupats pels llogaters i 2 estaven cedits a títol gratuït; 1 tenia una cambra, 5 en tenien dues, 23 en tenien tres, 58 en tenien quatre i 127 en tenien cinc o més. 155 habitatges disposaven pel capbaix d'una plaça de pàrquing. A 86 habitatges hi havia un automòbil i a 101 n'hi havia dos o més.

### Piràmide de població
La piràmide de població per edats i sexe el 2009 era:
| Homes | Edats   | Dones |
| ----- | ------- | ----- |
| 0     | 95 o +  | 0     |
| 0     | 90 a 94 | 4     |
| 0     | 85 a 89 | 0     |
| 4     | 80 a 84 | 4     |
| 12    | 75 a 79 | 12    |
| 4     | 70 a 74 | 12    |
| 16    | 65 a 69 | 16    |
| 8     | 60 a 64 | 24    |
| 0     | 55 a 59 | 0     |
| 4     | 50 a 54 | 4     |
| 36    | 45 a 49 | 8     |
| 40    | 40 a 44 | 36    |
| 28    | 35 a 39 | 24    |
| 16    | 30 a 34 | 28    |
| 8     | 25 a 29 | 12    |
| 12    | 20 a 24 | 16    |
| 24    | 15 a 19 | 28    |
| 24    | 10 a 14 | 60    |
| 52    | 5 a 9   | 16    |
| 32    | 0 a 4   | 20    |

## Economia
El 2007 la població en edat de treballar era de 363 persones, 256 eren actives i 107 eren inactives. De les 256 persones actives 213 estaven ocupades (119 homes i 94 dones) i 43 estaven aturades (26 homes i 17 dones). De les 107 persones inactives 27 estaven jubilades, 26 estaven estudiant i 54 estaven classificades com a «altres inactius».

### Ingressos
El 2009 a Perthes hi havia 206 unitats fiscals que integraven 543 persones, la mediana anual d'ingressos fiscals per persona era de 14.321 €.

### Activitats econòmiques
Dels 24 establiments que hi havia el 2007, 1 era d'una empresa extractiva, 2 d'empreses alimentàries, 1 d'una empresa de fabricació d'altres productes industrials, 4 d'empreses de construcció, 6 d'empreses de comerç i reparació d'automòbils, 2 d'empreses de transport, 4 d'empreses d'hostatgeria i restauració, 1 d'una empresa immobiliària, 2 d'empreses de serveis i 1 d'una empresa classificada com a «altres activitats de serveis».
Dels 12 establiments de servei als particulars que hi havia el 2009, 1 era una oficina de correu, 4 tallers de reparació d'automòbils i de material agrícola, 1 paleta, 2 guixaires pintors, 1 fusteria, 1 perruqueria i 2 restaurants.
L'únic establiment comercial que hi havia el 2009 era una fleca.
L'any 2000 a Perthes hi havia 9 explotacions agrícoles que ocupaven un total de 690 hectàrees.

## Poblacions més properes
El següent diagrama mostra les poblacions més properes.